# St. Jakob (Neunburg vorm Wald)

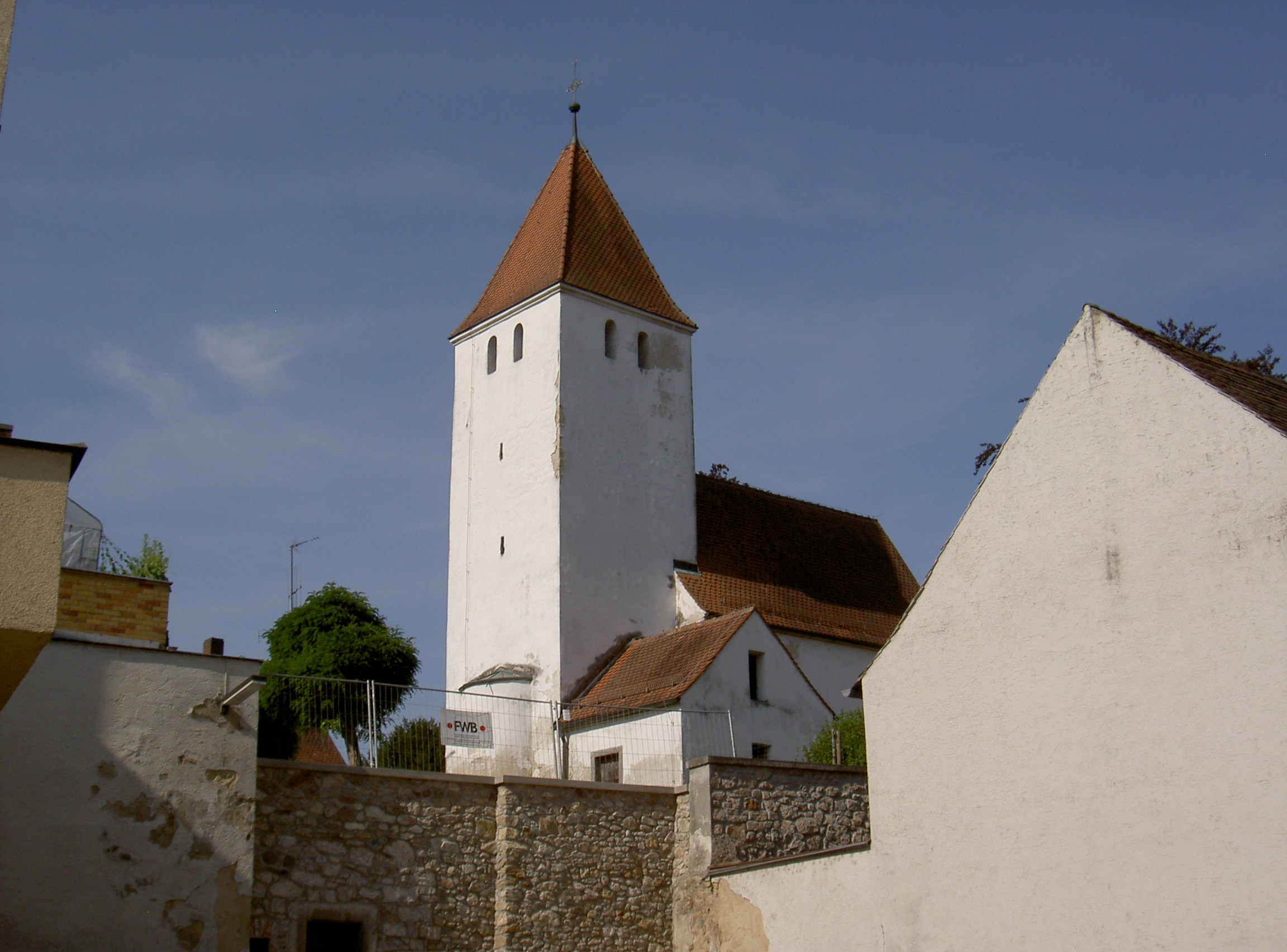
St. Jakob in Neunburg vorm Wald

Die römisch-katholische, denkmalgeschützte Filialkirche, ursprünglich die Pfarrkirche St. Jakob steht in der Vorstadt Am Aign von Neunburg vorm Wald, eine Stadt im Landkreis Schwandorf der Oberpfalz. Die Kirche gehört zum Bistum Regensburg. Sie gehört zum Dekanat Nabburg-Neunburg im  Bistum Regensburg. Das Bauwerk ist unter der Denkmalnummer D-3-76-147-116 als Baudenkmal in die Bayerische Denkmalliste eingetragen.

## Beschreibung
Die romanische Saalkirche aus verputzten Bruchsteinen wurde im 11. Jahrhundert errichtet. Sie besteht aus einem Langhaus, das mit einem Satteldach bedeckt ist, einem Chorturm im Osten, der mit einem Pyramidendach bedeckt ist, an den sich eine Apsis schmiegt, und einer Sakristei an der Nordwand des Chorturms. Das oberste Geschoss mit den allseitigen zwei rundbogigen Klangarkaden beherbergt den Glockenstuhl. 
Der Innenraum des Langhauses ist mit einer Flachdecke überspannt, der des Chors, d. h. der des Erdgeschosses des Chorturms mit einem Kreuzgratgewölbe. Im Westen wurde eine Empore eingebaut.